# A passion for John Donne

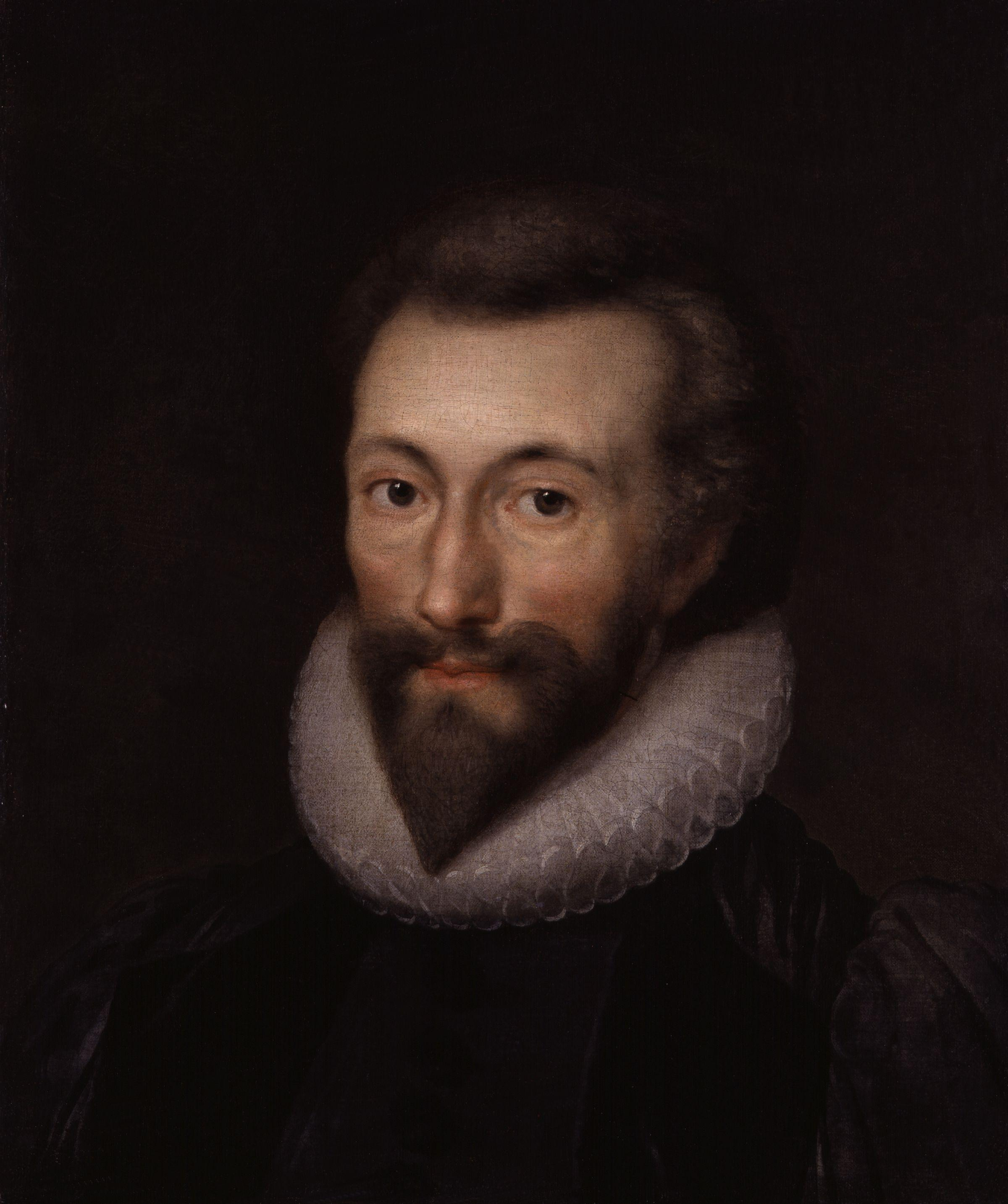
John Donne

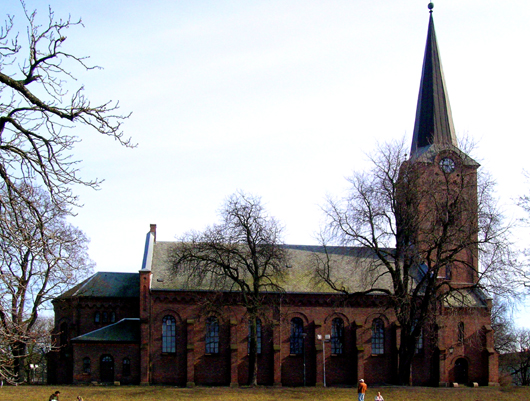
Sofienberg kirke (2007)

A passion for John Donne is een compositie en muziekalbum van Ketil Bjørnstad. Bjørnstad was al jaren liefhebber van de teksten van de dichter John Donne; hij gebruikte ze af en toe in de liederen die hij schreef. Voor een kerkfestival in Oslo componeerde hij Een passie voor John Donne. Het werk kreeg haar première in de Sofienbergkerk in Oslo in maart 2012. De opnamen van toen werden door ECM Records, waarbij meerdere opnamen van de muziek van Bjørnstad verscheen, in 2014 uitgebracht. De muziek van Bjørnstad is een mengeling van klassieke muziek door de eeuwen heen en jazz. AllMusic hoorde er zowel Frédéric Chopin als Sonny Rollins in.

## Musici
- Håkon Kornstad – tenorsaxofoon, klarinet, dwarsfluit, zangstem[1]
- Ketil Bjørnstad – piano
- Birger Mistereggen – percussie
- Kamerkoor van Oslo geleid door Håkon Daniel Nystedt

## Muziek
Alle muziek van Bjørnstad, teksten van John Donne

| Nr. | Titel                                          | Duur |
| --- | ---------------------------------------------- | ---- |
| 1.  | Introitus- a passion for John Donne            | 3:08 |
| 2.  | Thou hast made me                              | 7:54 |
| 3.  | A fever                                        | 5:43 |
| 4.  | Death, be not proud                            | 3:39 |
| 5.  | Interlude no. 1                                | 2:48 |
| 6.  | The legacy                                     | 3:48 |
| 7.  | Batter my heart, three personed God            | 3:28 |
| 8.  | A nocturnal upon St. Lucy’s day                | 8:33 |
| 9.  | Farewell to love                               | 7:31 |
| 10. | Interlude no. 2                                | 4:02 |
| 11. | Since she whom I loved hath paid her last debt | 2:22 |
| 12. | A valediction, forbidden mourning              | 8:20 |
| 13. | Oh, to vex me, contraries meet in one          | 5:03 |
| 14. | Interlude no. 3                                | 2:33 |
| 15. | There we leave you                             | 3:50 |